# Bemani Pro League
Bemani Pro League (estilizado BEMANI PRO LEAGUE y abreviado BPL) es un torneo de deportes electrónicos organizado por Konami Amusement. Se diferencia de otros ciberdeportes por tener conciertos en vivo a mitad de la competencia y por los duelos en equipos, y el DJ árbitro recae en kors k, y desde la segunda temporada se une Ryu☆, BEMANI Sound Team "DJ TAKA" (ambos, al menos en IIDX), Grace (en Sound Voltex) y nagomu tamaki (CHEAP CREAM, en DDR). Desde la tercera temporada, otros DJs árbitros (como Yuta Imai o como RoughSketch) también participaron.

## Descripción general
Los títulos incluidos en la serie de juegos BEMANI producidos por Konami Amusement entran a la competencia. Las empresas que operan instalaciones de entretenimiento como Kyowa Corporation y Matahari Entertainment se convierten en propietarios de equipos y compiten en batallas en equipo.
La primera temporada estaba programada para realizarse en 2020, pero se pospuso debido a la influencia de la infección por el nuevo coronavirus, posteriormente se realizó en ese mismo año BEMANI PRO LEAGUE ZERO en donde el equipo Mirin resultó ser ganador y se llevó a cabo la primera temporada en junio de 2021. El equipo ganador de la temporada 2021 es Apina Vrames de Kyowa Corporation.
En la temporada 2021, solo se llevó a cabo beatmania IIDX como título de competencia, pero en la segunda temporada, se llevaron a cabo como eventos tres títulos, beatmania IIDX 29 CastHour, en donde Lesiure Land y Round 1 se enfrentaron en la final, SOUND VOLTEX EXCEED GEAR, en donde GIGO y Taito Station Tradz se enfrentaron en la final, y Dance Dance Revolution A3, en donde Silk Hat y Round 1 se enfrentaron en la final.
En JAEPO 2023, se ha confirmado que Bemani Pro League va a tener una tercera temporada, para la división IIDX, en donde Apina Vrames ganó la final tras vencer a Round 1, y posteriormente para la división Sound Voltex, que no se sabe su fecha de inicio.

## Equipos participantes
- APINA VRAMeS
- GAME PANIC
- Silk Hat
- ROUND1 Japan
- レジャーランド (Lesiure Land)
- Sega (GiGO) - desde 2022
- Taito Corporation (Taito Station Tradz) - desde 2022

### Equipos retirados
- SUPER NOVA Tohoku (2021 a 2023) - Se ha fusionado con GiGO.

## Historial de competiciones
La primera temporada se llamó BEMANI PRO LEAGUE ZERO, ya que la versión original de la competición fue cancelada producto de la pandemia y se seleccionaron al músico Ryu☆, a la cantante Mirin Fukushima y a un Vtuber virtual llamado Yashiro para iniciar una pequeña liga, cada uno escogieron sus 4 jugadores e hicieron una mini competencia, 3 fechas de la primera vuelta, 3 de la segunda y una gran final en donde el equipo Mirin salió ganador. Las partidas se dividen en Senponsen (先鋒戦?  Primera partida), Chūkensen (中堅戦?  Partida central) y Taishōsen (大将戦?  Última partida). En la final, se agrega las otras 2 partidas llamadas Jiponsen (次鋒戦?  partida N.º 2) y Fukushō-sen (副将戦?  Penúltima partida).
Debajo del historial de cada temporada y división, se encuentra una tabla con sus respectivos jugadores.

### 2021
Con la llegada de BEMANI PRO LEAGUE 2021 que duró gran parte del mismo año, se seleccionaron 6 tiendas, siendo Round 1 Japan, Silk Hat, Supernova Tohoku, Game Panic, Apina Vrames y Lesiure Land, cada tienda escogieron 4 jugadores e hicieron una competencia, que consistía en 5 fechas por equipo de la primera vuelta, 5 por equipo de la segunda, 3 semifinales y una gran final. Es la primera división en presentar cartas de estrategia. Estas cartas interceptan a los equipos al seleccionar la canción, y las reemplazan por otra. Originalmente, la lista de restricciones de nivel está categorizada en 3 selecciones: niveles 8 a 10, 10 u 11, y solo LV 12 para las partidas Senponsen, Chūkensen y Taishōsen, respectivamente. Para reducir aún más la lista de canciones, también se usa uno de los parámetros de Notes Radar. Además, en las primeras dos fases, los jugadores tienen un límite de costos. Si se pasan de ese límite, ese jugador no puede participar en las subsecuentes partidas antes de la semifinal (o de los cuartos, si es que hay).
En la semifinal, Round 1 Japan y Apina Vrames fueron los ganadores de las fechas de ida y vuelta respectivamente y Supernova Tohoku fue seleccionado como tercero, y compitieron en batallas de 5 partidas. Además, las cartas de estrategias son mejoradas a su versión EX, ya que interceptan a los parámetros de Notes Radar a todos los equipos en vez de interceptar a un equipo en particular. En la final, Round 1 Japan y Apina Vrames compitieron en una batalla de 7 partidas hasta que Apina Vrames ganó la copa de BPL. Las partidas de esta y otras finales son: Senponsen, Jiponsen, Go Shō-sen (五将戦?  partida N.º 3), Chūkensen, Sanshō-sen (三将戦?  partida N.º 5), Fukushō-sen y Taishōsen. El texto entre paréntesis en los nombres de usuario indica su pronunciación.
| Equipo                        | Nombres de usuario | Nombres de usuario | Nombres de usuario | Nombres de usuario |
| ----------------------------- | ------------------ | ------------------ | ------------------ | ------------------ |
| APINA VRAMeS                  | DOLCE.             | UCCHIE             | NIKE.              | KENTAN             |
| GAME PANIC                    | MIKAMO             | PEACE              | 54GAYA(Goshi-Gaya) | #MA3#(Masan)       |
| SILK HAT                      | SEIRYU             | RKS-32(Junta)      | NORI               | HAL                |
| SUPERNOVA Tohoku              | WELLOW             | KEEL               | CORIVE             | FRIP               |
| ROUND1                        | U*TAKA             | KUREI              | ANSA               | TENIN              |
| レジャーランド (Lesiure Land) | 1-PIN(I-pin)       | DINASO             | G*                 | U76NER(Unaruner)   |

### SEASON 2
BEMANI PRO LEAGUE segunda temporada tuvo modificaciones para la división de IIDX: ahora incluye a los cuartos de final, en donde se compite los primeros 4 equipos mientras que los dos restantes clasifican directamente a la semifinal. Debido a eso, solo se efectuó la primera fase sin iniciar una segunda. Además de las 6 tiendas mencionadas de la temporada anterior, se suma: Taito y su tienda Taito Station Tradz, y Sega y su tienda Gigo. La división IIDX reemplazó la selección de niveles 10 u 11 por solo nivel 11 en la lista de restricciones de nivel. Además, algunos jugadores se cambiaron de equipo, fueron reemplazados o se renombraron antes de iniciar la temporada. Las cartas de estrategia ahora solo se pueden usar después de la asignación de canciones y antes de que el anunciante diga "ready". Si ambos equipos usan sus cartas, pueden reemplazarlas de forma normal o anularse mutuamente. Las cartas EX ahora se pueden usar en la final.
| Equipo                        | Nombres de usuario | Nombres de usuario | Nombres de usuario | Nombres de usuario |
| ----------------------------- | ------------------ | ------------------ | ------------------ | ------------------ |
| APINA VRAMeS                  | UCCHIE             | NIKE.              | KENTAN             | 46(Shiro)          |
| GiGO                          | CORIVE             | NCHO72(Nacho)      | CYBERX             | LOOT               |
| GAME PANIC                    | MIKAMO             | PEACE              | 54GAYA(Goshi-Gaya) | #MA3#(Masan)       |
| SILK HAT                      | SEIRYU             | EXIT               | ANSA               | KIDO.              |
| SUPERNOVA Tohoku              | VELVET             | WELLOW             | 8S.(Hachi Shock)   | FRIP               |
| TAITO STATION Tradz           | RIOO               | PPJT               | TATSU              | NORI               |
| ROUND1                        | U*TAKA             | KUREI              | I6VV(Igawa)        | MAKO-G             |
| レジャーランド (Lesiure Land) | 1-PIN(I-pin)       | DINASO             | G*                 | U76NER(Unaruner)   |

Para la división Sound Voltex, se dividió el evento en dos estudios, uno para los conciertos en vivo y otro que es la arena de Sound Voltex, en donde participan 3 jugadores por equipo. Para el DJ árbitro y los comentaristas se usaron personajes de Sound Voltex en vez de personas reales. Las partidas se dividen en: MEGAMIX BATTLE, en donde los jugadores deben mezclar las canciones, batalla por equipos, en donde compiten parejas de ambos equipos, cada equipo escoge una canción, y batalla individual, en donde los jugadores compiten solos, y al terminar las 2 canciones en la última fase -y solo en batalla individual-, los jugadores tienen que enfrentar a una canción estrella. Las partidas iniciales son: Senponsen, Chūkensen y Taishōsen. Las semifinales y la final solo son de 5 partidas, siendo: Senponsen, Jiponsen, Chūkensen, Fukushō-sen y Taishōsen.
| Equipo                        | Nombres de usuario | Nombres de usuario | Nombres de usuario |
| ----------------------------- | ------------------ | ------------------ | ------------------ |
| APINA VRAMeS                  | YU11(Yuichi)       | KND*48TE(Yobate)   | PAPER.             |
| GiGO                          | --H.R.--           | SIRON.             | DPE                |
| GAME PANIC                    | CH(Kaneko)         | CHI8.(Chio)        | KAINARU            |
| SILK HAT                      | DAIKI.             | SEATRUS            | 082(Ōyabu)         |
| SUPERNOVA Tohoku              | LEON               | TORIDE             | KIK                |
| TAITO STATION Tradz           | WANIROU            | MURAKAMI           | 350B1(Misobi)      |
| ROUND1                        | BOLL               | XD*POTE.           | MAHINA             |
| レジャーランド (Lesiure Land) | 24KW(Kawa-Chan)    | PICOLTEX           | PNT*EEB(Penta)     |

En JAEPO 2023, hubo una demostración de BEMANI PRO LEAGUE en donde la división IIDX Round 1 y BPL All Stars jugaron ARENA, en la división Sound Voltex se jugó MEGAMIX BATTLE y en la división DDR también hubo temporada BEMANI PRO LEAGUE ZERO, en donde se enfrentaron el equipo blanco, azul y rojo, y las partidas en la división DDR son 2 batallas Single y uno por equipos. Se entiende por BPL All Stars el equipo compuesto por todos los jugadores (semi-)finalistas de sus respectivos equipos.
Para la división DDR, primero se selecciona a los jugadores, luego una lista de 3 canciones cada equipo antes del conteo. Maxwell Powers y Kawaiiconic Ali animan esta división. Al terminar el tiempo, de las 3 canciones por equipo, solo una se selecciona, y, al igual que la división IIDX, pueden ser interceptadas por cartas de estrategia, eliminando la canción de la lista y seleccionando otra. Las partidas pueden ser individuales o por equipos, debido a que se seleccionaron 3 jugadores en vez de 4 en cada equipo. Por las prisas, las semifinales y la final se realizó en un mismo día, debido a que la semana siguiente partía la temporada 3 de IIDX. En la semifinal, se extendió a 5 partidas, siendo las 2 últimas que compitieron por equipos. Round 1, Game Panic, Silk Hat y Gigo fueron los equipos finalistas. La final también era de 5 partidas, en donde Maxwell Powers fue el encargado de entregar los premios cuando Round 1 venció a Silk Hat. En vez de decir los términos en japonés, solo en esta división se usaron términos en inglés para el número de fechas, partidas y canciones.
| Equipo                        | Nombres de usuario   | Nombres de usuario | Nombres de usuario   |
| ----------------------------- | -------------------- | ------------------ | -------------------- |
| APINA VRAMeS                  | MAMURU3(Mamuru)      | NOTTY              | PO                   |
| GiGO                          | HIBIKI               | UN-LIM             | TSUYOSHI             |
| GAME PANIC                    | HO4-KETI(Hoshi-Keti) | GIEZ-ACS           | YO4-YEAH(Yoshi-Yeah) |
| SILK HAT                      | KANAME               | GINXYASU           | ABETAKU              |
| SUPERNOVA Tohoku              | YOSHIMIZ             | RINBO-             | OOON!!               |
| TAITO STATION Tradz           | YUDAI                | THOR               | MENN                 |
| ROUND1                        | O4MA.(Oshima.)       | ZERO.(Zerowolf)    | UN-RE                |
| レジャーランド (Lesiure Land) | NAYU                 | RIN-GO!!           | YUK1-S(Yuki)         |

### SEASON 3
La temporada 3 ahora agrega canciones LV 10 a la lista de restricciones de nivel y se le agrega TREND a la lista de NOTES RADAR. La categoría TREND solo afecta a nuevas canciones o dificultades LEGGENDARIA. Además, se dividió la primera fase en ligas blanca y negra, y al igual que la primera temporada, las partidas son de ida y vuelta. El DJ Árbitro recae en Yuta Imai (u otro músico en su ausencia). El jugador estrella EXIT, al no ser seleccionado en esta temporada, ahora es comentarista. Conciertos en vivo y contenidos extra ahora son de paga y requieren unirse a la membresía del canal en Youtube. No se usaron cartas EX esta vez.
| Equipo                        | Nombres de usuario | Nombres de usuario | Nombres de usuario | Nombres de usuario |
| ----------------------------- | ------------------ | ------------------ | ------------------ | ------------------ |
| APINA VRAMeS                  | UCCHIE             | WELLOW             | CHP*1E(Chapie)     | KENTAN             |
| GiGO                          | CORIVE             | NUCHIO             | CYBERX             | LOOT               |
| GAME PANIC                    | MIKAMO             | PEACE              | TAKA.S             | FRIP               |
| SILK HAT                      | SEIRYU             | VELVET             | LICHT              | KIDO.              |
| SUPERNOVA Tohoku              | TATSU              | NIKE.              | TAKWAN             | 46(Shiro)          |
| TAITO STATION Tradz           | KKM*               | RIOO               | 8S.(Hachi Shock)   | RAITO.             |
| ROUND1                        | U*TAKA             | KUREI              | I6VV(Igawa)        | NAGACH             |
| レジャーランド (Lesiure Land) | 1-PIN(I-pin)       | DINASO             | G*                 | U76NER(Unaruner)   |

Adicionalmente, se anunció una nueva competición llamada Triple Tribe, en donde las 3 divisiones IIDX, DDR y Sound Voltex entran a la competencia al mismo tiempo para desbloquear canciones.
En Sound Voltex se anunció una nueva lista de jugadores. Algunos se cambiaron de nombre o de equipo, mientras que aparecieron otros nuevos. Ciertos equipos no sufrieron cambios con sus jugadores. Ya es posible usar cartas de estrategia (exc. en MEGAMIX BATTLE, debido a su condición de 5 canciones por usuario).
| Equipo                        | Nombres de usuario  | Nombres de usuario | Nombres de usuario |
| ----------------------------- | ------------------- | ------------------ | ------------------ |
| APINA VRAMeS                  | YU11(Yuichi)        | KND*48TE(Yobate)   | PAPER.             |
| GiGO                          | --H.R.--            | SIRON.             | DPE                |
| GAME PANIC                    | KANEKO (Antes CH)   | KN5(Kengo)         | PURAIMU            |
| SILK HAT                      | DAIKI.              | STR(Strength)      | 082(Ōyabu)         |
| SUPERNOVA Tohoku              | 7C(Kei)             | TORIDE             | KIK                |
| TAITO STATION Tradz           | XD*LEVI.            | MURAKAMI           | 350B1(Misobi)      |
| ROUND1                        | BOLL                | XD*POTE.           | REIK               |
| レジャーランド (Lesiure Land) | KAWACH (Antes 24KW) | PICOLTEX           | PNT*EEB(Penta)     |

### SEASON 4
Sin información sobre la temporada 4 todavía.
| Equipo                        | Nombres de usuario | Nombres de usuario | Nombres de usuario | Nombres de usuario |
| ----------------------------- | ------------------ | ------------------ | ------------------ | ------------------ |
| APINA VRAMeS                  | UCCHIE             | WELLOW             | CHP*1E(Chapie)     | NAGACH             |
| GiGO                          | CORI-              | NIKE.              | 46(Shiro)          | LOOT               |
| GAME PANIC                    | MIKAMO             | PEACE              | TAKA.S             | FRIP               |
| SILK HAT                      | SEIRYU             | VELVET             | LICHT              | KIDO.              |
| TAITO STATION Tradz           | KKM*               | KUREI              | 8$.                | KENTAN             |
| ROUND1                        | U*TAKA             | 1-PIN(I-pin)       | CYBERX             | LEO                |
| レジャーランド (Lesiure Land) | DON*               | DINASO             | G*                 | NUCHIO             |

| Equipo                        | Nombres de usuario | Nombres de usuario    | Nombres de usuario |
| ----------------------------- | ------------------ | --------------------- | ------------------ |
| APINA VRAMeS                  | RINBO-             | NOTTY                 | PO                 |
| GiGO                          | HIBIKI             | UN-LIM                | TSUYOSHI           |
| GAME PANIC                    | HO4-KETI           | GIEZ-ACS              | MAMURU3            |
| SILK HAT                      | KANAME             | GINXYASU              | A.N.C.B.           |
| TAITO STATION Tradz           | MOO-G.56           | THOR                  | YOSHIMIZ           |
| ROUND1                        | O4MA.(Oshima)      | ZERO.(Alias Zerowolf) | $RYO$              |
| レジャーランド (Lesiure Land) | NAYU               | RIN-GO!!              | YUK1-S             |